# 2MASX J02433496+4153418
2MASX J02433496+4153418 ist eine Galaxie im Sternbild Perseus am Nordsternhimmel. Sie ist schätzungsweise 907 Millionen Lichtjahre von der Milchstraße entfernt und hat einen Durchmesser von etwa 165.000 Lichtjahren. Vom Sonnensystem aus entfernt sich das Objekt mit einer errechneten Radialgeschwindigkeit von näherungsweise 20.200 Kilometern pro Sekunde.

## Galaktisches Umfeld
| Nr. | Galaxie                 | Alternativname            | Rek           | Dek           | Distanz/asec |
| --- | ----------------------- | ------------------------- | ------------- | ------------- | ------------ |
| →   | 2MASX J02433496+4153418 | WISEA J024334.95+415342.2 | 02h43m34.97s  | +41d53m42.1s  | 0            |
| 1   | LEDA/PGC 10316          | UGC 2195                  | 02h43m31.13s  | +41d56m16.2s  | 159.59       |
| 2   | LEDA/PGC 2189350        | 2MASX J02435108+4155516   | 02h43m51.09s  | +41d55m51.9s  | 221.68       |
| 3   | LEDA/PGC 2190989        | 2MASX J02434169+4201168   | 02h43m41.67s  | +42d01m17.2s  | 461.04       |
| 4   | LEDA/PGC 2185547        | 2MASX J02435462+4142336   | 02h43m54.60s  | +41d42m33.7s  | 703.31       |
| 5   | LEDA/PGC 90632          | 2MASX J02423161+4159536   | 02h42m31.60s  | +41d59m53.6s  | 798.64       |
| 6   | LEDA/PGC 10401          | UGC 2215                  | 02h44m52.78s  | +41d59m19.3s  | 931.10       |
| 7   | LEDA/PGC 3087893        | 2MASX J02440658+4138477   | 02h44m06.591s | +41d38m48.39s | 961.30       |
| 8   | LEDA/PGC 2192234        | 2MASX J02423533+4205312   | 02h42m35.35s  | +42d05m31.1s  | 970.70       |